# Perboto
Perboto is een bestuurslaag in het regentschap Wonosobo van de provincie Midden-Java, Indonesië. Perboto telt 2695 inwoners (volkstelling 2010).